# Miguel Ángel Cuadros
Miguel Ángel Cuadros   (Lima, 5 de juliol de 1928 - Lima, 1995) va ser un pintor peruà. Va ingressar de l'Escola Nacional de Belles Arts el 1950. Reunit a Juan Manuel Ugarte Eléspuru i Arturo Kubotta; en el seu taller, s'han format nombroses generacions, de diversos pintors joves. Abanderat per les avantguardes, les seves obres abstractes es van exhibir des de 1960, tant al país com a l'estranger. Va participar en la VI Biennal de Sao Paulo, Brasil el 1961, en l'Exposició Interamericana de Santiago de Xile el 1962 i aquest mateix any en la Unió Panamericana de Washington, Estats Units d'Amèrica, VII Biennal de Sao Paulo en l963 i en la Societat de Belles Arts de Montevideo, el 1964; Universitat de Houston, el 1965; en La Paz, Bolívia, el 1969; a Buenos Aires, Argentina, el 1970; en la XIII Biennal de Sao Paulo el 1975 i a Tòquio, Yokohama, Osaka, Kobe i Nagoya al Japó, el 1981.